# Pallas' boszanger
Pallas' boszanger (Phylloscopus proregulus) is een kleine zangvogel uit de familie Phylloscopidae. De wetenschappelijke naam werd in 1811 door de Pruisische natuuronderzoeker Peter Simon Pallas gepubliceerd als Motacilla proregulus. De Engelse en Nederlandse namen verwijzen naar hem.
Het is een boszanger die broedt in een groot gebied in het zuiden van Oost-Siberië, het Russische Verre Oosten, het noorden van Mongolië en het noordoosten van China. Het overwinteringsgebied concentreert zich in het zuidoosten van China, het noorden van Thailand en het noorden van Indo-China. De dichtst bij Nederland en België gelegen broedgebieden liggen op een afstand van circa 4500 km. Bij ons een zeldzame, maar regelmatige gast.

## Kenmerken
De lichaamslengte bedraagt 9 tot 9,5 cm en is daarmee net zo klein als een goudhaantje (Regulus regulus). Heeft een opvallende gele wenkbrauwstreep, die aan de snavelbasis okergeel is. Onder de wenkbrauwstreep bevindt zich een zwarte oogstreep die even ver naar achteren reikt. Ook over de kroon loopt een gele streep, wat een belangrijk kenmerk is om verwarring met de gelijkende bladkoning (Phylloscopus inornatus) uit te sluiten. Heeft ook twee opvallende geelgekleurde vleugelbanden. De bovenzijde van Pallas' boszanger is mosgroen en olijfgroen tussen de wenkbrauwstrepen en de kruinstreep. Heeft een gele stuit, die zichtbaar wordt als de vogel vliegt. Ook de gele stuit is een kenmerk dat ontbreekt bij de bladkoning. Pallas' boszanger is actief en rusteloos, verplaatst zich continu van tak naar tak en flappert en bidt vaak korte stukjes in de lucht. Houdt zich vaak op in bosschages of boomtoppen en kan ook ondersteboven aan takken hangen, zoals mezen dat ook vaak doen. Zijn vleugellengte bedraagt 48 à 50 mm.

## Broeden
Pallas' boszanger broedt tussen juni en juli. Het vrouwtje legt tussen de 4 en 7 eieren die gedurende 11 à 14 dagen door haar geïncubeerd worden. De jongen vliegen vervolgens uit na 12-14 dagen. Het nest wordt vaak hoog in een boom gelegd. Het nest zelf is komvormig, heeft een opening aan de zijkant, bestaat uit droge twijgen, plantenvezels, mossen, korstmossen en worden verweven met gras, stukjes berkenschors, haartjes en veren.

## Voedsel
Voedt zich met insecten en andere ongewervelden. Vangt zijn prooi tussen twijgen en gebladerte van struiken en bomen. Achtervolgt vliegende insecten in behendige vlucht.

## Verspreiding
Pallas' boszanger broedt in het zuiden van Oost-Siberië, het Russische Verre Oosten (inclusief Sachalin), het noordoosten van Mantsjoerije (China) en het noorden van Mongolië. Ze overwinteren in het zuidoosten van China, het noorden van Thailand en het noorden van Indo-China.

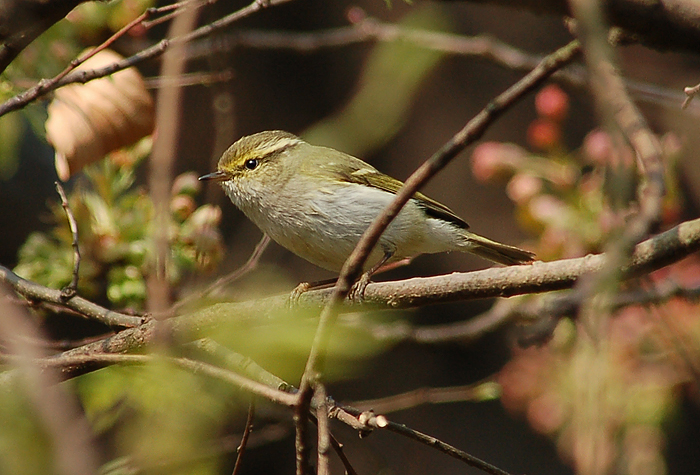
Een Pallas' boszanger in zijn overwinteringsgebied

De gebruikelijke overwinteringsgebieden bevinden zich in het oosten van Azië. Toch worden er in het najaar opmerkelijk veel Pallas' boszangers in Noordwest-Europa waargenomen en de aantallen zijn sterk toegenomen. Tot aan 2003 werden er 1.783 Pallas' boszangers in Groot-Brittannië, 1.175 in Zweden en 283 in Denemarken waargenomen. Ook in Nederland en België worden ze tegenwoordig jaarlijks tussen begin oktober en begin september waargenomen, met name langs de Noordzeekust en de Waddeneilanden. Ze blijven echter een zeldzaamheid. Andere landen waar Pallas' boszangers in het najaar regelmatig opduiken zijn Estland en Duitsland (vooral op Helgoland). Enkele individuen proberen te overwinteren in West-Europa. De westwaartse trek van Siberische soorten als Pallas' boszanger en bladkoning wordt omgekeerde migratie of omgekeerde misoriëntatie genoemd. Het mechanisme daar achter is tot nu toe nog niet verklaard.

## Biotoop
Broedt in taigabossen rijk aan ondergroei op een hoogte tussen 1500 en 1700 meter. Overwintert in heuvelachtige, bosrijke gebieden in de subtropische delen van Oost-Azië. Op een lagere hoogte dan in het broedgebied.

## Geluid
De meest gehoorde roep is een vrolijk, oplopend tsoe-ie. Ook een fijner pih. De zang is luid en bevat trillers die aan de winterkoning (Troglodytes troglodytes) doen denken. Omwille van zijn zang heeft hij ook de bijnaam "kanarie van de taiga" gekregen.

## Gelijkende soorten
- Bladkoning (Phylloscopus inornatus). Qua uiterlijk.